# Saul Steinberg
Saul Steinberg (n. 15 iunie 1914, Râmnicu Sărat, Râmnicu-Sărat, România – d. 12 mai 1999, New York City, New York, SUA) a fost un desenator și grafician evreu româno-american, născut în România, cunoscut mai ales datorită contribuțiilor sale din revista The New Yorker. 

## Biografie
Steinberg s-a născut într-o familie de evrei la Râmnicu Sărat, dar a crescut apoi în București. Bunicul său fusese croitor pentru armata română la Buzău iar tatăl său, Moritz Steinberg deținea o fabrică de cartonaj. A studiat filozofia la Universitatea București, după care s-a înscris la Politehnica din Milano, unde a studiat arhitectura, absolvind în 1940. În timpul șederii la Milano a contribuit în mod activ în cadrul publicației satirice Bertoldo.
După terminarea studiilor și în împrejurările create de introducerea legilor anti-semite în Italia de către guvernul fascist, Steinberg a părăsit țara. A petrecut un an în Republica Dominicană în așteptarea obținerii vizei americane, perioadă în care a contribuit cu desene la numeroase publicații străine. În 1942 revista The New Yorker i-a sponsorizat intrarea în Statele Unite ale Americii, astfel începând o o legătură fructuoasă dintre Steinberg și această publicație. Pentru restul vieții sale, Steinberg va contribui cu aproape 90 desene de copertă și peste 1200 de alte desene pentru New Yorker.
În perioada celui de al doilea război mondial, Steinberg a lucrat pentru serviciile de informații militare, fiind staționat în China, Africa de Nord și Italia. La sfârșitul războiului a reînceput să lucreze pentru diverse reviste periodice americane, stilul său îmbinând o cunoaștere enciclopedică a artei europene cu stilul american popular de ilustrații, formând astfel un nou stil ilustrativ urban. Cea mai cunoscută operă a sa a fost coperta ediției din 29 martie 1976 a revistei The New Yorker, Lumea Văzută de pe 9'th Avenue (engleză View of the World from 9th Avenue), o schiță a lumii ce face referință la geografia mentală a lumii văzută de locuitorii din Manhattan.
Cunoscut mai ales datorită operelor sale cu caracter comercial, Steinberg și-a expus opera în numeroase muzee și galerii de artă. În 1946, împreună cu artiști ca Arshile Gorky, Isamu Noguchi și Robert Motherwell, a participat la expoziția „Fourteen Americans” (în română Paisprezece americani) de la Museum of Modern Art din New York.. O retrospectivă a operei sale a fost expusă la muzeul Whitney Museum of American Art din New York în 1978 și o altă retrospectivă, de această dată postumă, a fost expusă la Institutul de artă modernă din Valencia în 2002.
La moartea sa în 1999, în conformitate cu testamentul său, a fost înființată Fundația Saul Steinberg. Aceasta, pe lângă rolul de păstrare a operei artistului, este o organizație non-profit cu scopul de „a facilita studiul și aprecierea contribuției lui Saul Steinberg la arta secolului al XX-lea” și de „a servi ca resursă pentru comunitatea curatorială și educativă internațională precum și pentru marele public”.

## Legături externe
- Fundația Saul Steinberg
- Schițe ale lui Steinberg Arhivat în 9 august 2024, la Wayback Machine., pe site-ul National Gallery of Art
- Colecția Steinberg pe un sit al publicației The New Yorker